# Cesare Dell'Acqua
Cesare dell' Acqua (n. 22 iulie 1821, Piran, Comuna Piran, Slovenia – d. 16 februarie 1905, Elsene, Comunitatea Francofonă din Belgia⁠(d), Belgia) a fost un pictor italian cunoscut pentru lucrările istorice.

## Viața și cariera
Cesare Felice Giorgio Dell'Acqua s-a născut la Piran (sau Pirano d'Istria), lângă Trieste, fiul lui Andrea și al Caterinei Lengo. A studiat mai întâi la Koper, dar în 1833 s-a mutat la Trieste. Din 1842 până în 1847 a urmat Academia de Arte Frumoase de la Veneția unde a studiat cu Ludovico Lipparini⁠(d), Odorico Politi⁠(d) și Michelangelo Grigoletti⁠(d). Una dintre primele sale picturi istorice, Întâlnirea lui Cimabue și a tânărului Giotto (1847), a fost achiziționată de arhiducele Johann de Austria. După aceasta, a început să primească comenzi de la familii nobiliare, inclusiv cea a prințului von Lichtenstein.
În urma studiilor, a călătorit prin Europa alături de patronul său, baronul Ludovico Luigi Reszan, vizitând Viena, München și Paris. În 1855 s-a căsătorit cu Carolina van der Elst și cuplul a avut două fiice: Eva și Alina. Fiica sa, Eva Dell'Acqua, a devenit o cântăreață și compozitoare renumită.
În jurul anului 1848, s-a mutat la Bruxelles, unde locuia fratele său Eugenio și unde și-a continuat studiile cu Louis Gallait⁠(d), care a avut o influență majoră asupra operei sale. A început să se specializeze în lucrări reprezentând evenimente istorice. Între 1852 și 1877 a finalizat o serie de lucrări comandate la Trieste care i-au stabilit reputația ca pictor. La Bruxelles, a expus existând reacții puternice și a primit comenzi de la familii proeminente din Bruxelles, precum Errera, van Wambecke și van der Elst. A pictat, de asemenea, două lucrări pentru Biserica Ortodoxă Greacă din Trieste; Predica lui Ioan în deșert, care a fost atât de apreciată încât i s-a acordat cetățenia orașului în 1851.
În 1873, Dell'Acqua a participat la Expoziția Universală de la Viena și a expus la Londra în anul următor. Acest lucru a dus la comenzi internaționale pentru lucrările sale. La sfârșitul carierei, s-a stabilit la Bruxelles, unde a realizat numeroase picturi pentru a fi folosite ca ilustrații de carte. Pe lângă temele istorice, Dell' Acqua a pictat și numeroase subiecte feminine îmbrăcate în costume tradiționale grecești și orientale.
Dell'Acqua a murit la Ixelles la 16 februarie 1905.

## Operă
Picturile sale sunt incluse în numeroase colecții publice, printre care: muzeele din Bruxelles, Anvers, Trieste și Bruges. Deși este cunoscut în primul rând pentru lucrările sale istorice, a pictat și subiecte orientaliste.